# Hunyadi László (horvát bán)
Hunyadi László, horvátul: Ladislav Hunjadi (1431 – 1457. március 16.) horvát-dalmát bán, temesi főispán, Hunyadi János és Szilágyi Erzsébet elsőszülött fia, I. Mátyás király testvérbátyja. A magyar történelem egyik legendás, sokat emlegetett alakja.

## Élete
Hunyadi László 1431-ben született Hunyadi János és Szilágyi Erzsébet első gyermekeként. Szülei 1430 körül kötöttek házasságot. Apja ugyanis 1431 októberétől 1433 őszéig bizonyíthatóan Milánóban tartózkodott Filippo Maria Visconti milánói herceg udvarában, így Hunyadi László nem születhetett 1433-ban, ahogyan egyes források említik. Öccse, Mátyás 1443-ban született, 12 esztendővel fiatalabb volt nála. Erdélyben nőtt fel, hiszen ott volt a Hunyadiak birtokainak nagy része. Tanítását egyik hívükre, Vitéz János váradi püspökre bízták, az akkoriban elterjedt humanista elvek szerint. Ezzel egyidejűleg László elsajátította a harcászati ismereteket, gyakran apja mellett volt a hadjáratokon.
Ő maga is számos csatában kitűnt és fontos tisztségeket töltött be. 1453-tól pozsonyi gróf, majd horvát-dalmát bán és temesi ispán lett. Később több hadjáratot vezetett a Felvidékre. Ekkorra a Hunyadiak már az ország legbefolyásosabb vezetői közé tartoztak.
Hunyadi János fényes nándorfehérvári győzelme és halála után 1456-ban, az idősebbik fia, László került a Hunyadi család és párt élére, ezzel együtt nagy politikai erőt képviselt és a nép körében is közkedvelt volt. Hunyadi László jegyese Garai nádor lánya, Anna volt, és számos támogatóval rendelkezett elsősorban a köznemesség soraiból. Az uralkodó, V. László király biztosította Hunyadit, hogy mellettük áll, de ez nem tartott sokáig, mivel Hunyadi László nem akart lemondani jelentős hatalmáról és a birtokukban lévő várakról, amiket a király és az őt irányító főúri liga követelt.
Közben a főurak, elsősorban az V. László királyt befolyásoló Cillei Ulrik és a Hunyadiak között egyre inkább elmélyedt az ellentét. Cillei Hunyadi László elleni szervezkedését leleplezték, később egy tisztázatlan vita során Hunyadi és hívei meggyilkolták Cillei Ulrikot. V. László király esküvel büntetlenséget ígért, és Lászlónak adta atyja minden tisztségét. Ezután azonban az uralkodó megszegte esküjét; Budára rendelte Hunyadi Lászlót és öccsét, Mátyást, valamint néhány hívüket, és börtönbe vettette őket. Az események hatására a Hunyadi párt – Szilágyi Erzsébet és bátyja, Mihály vezetésével – polgárháborús helyzetet teremtett.
A királyi tanács minden törvényes formaságot mellőzve rövidesen kimondta, hogy Lászlót fővesztésre ítéli gyilkosságért és felségárulásért, és 1457. március 16-án Budán, a Szent György téren lefejezték.
A legenda szerint a hóhér háromszor sújtott le rá pallosával, de Hunyadi nem halt meg. A hagyomány szerint ilyen esetben a királynak kegyelmet kellett volna adnia, V. László ezt azonban nem tette meg, s parancsára a bakó negyedszerre is lesújtott, ekkor már nem hibázott. Budán temették el. Mátyás 1458-ban kihantoltatta, és Gyulafehérvárott, apjuk mellett helyezte ünnepélyesen örök nyugalomra fivérét.

## Emlékezete
Hunyadi László tragikus sorsa mindig is közismert volt és megrendülést váltott ki. Számos művész merített a történetéből. Legismertebb feldolgozása Erkel Ferenc Hunyadi László című operája 1844-ből, amely a magyar zenetörténet jelentős darabja.
A magyar festészetben is megörökítették Hunyadi László történetét, Benczúr Gyula Hunyadi László búcsúja és Madarász Viktor Hunyadi László a ravatalon című híres munkája a Magyar Nemzeti Galériában található. Emlékét őrzi továbbá Petőfi A király esküje című balladája 1848-ból. Átvitt értelemben nemzetünk elnyomás elleni küzdelmének végzetes és egyben hősies jelképévé vált. Halálának 550. évfordulóján emléktáblát avatták a budai várban, kivégzésének helyszínén.

## Galéria

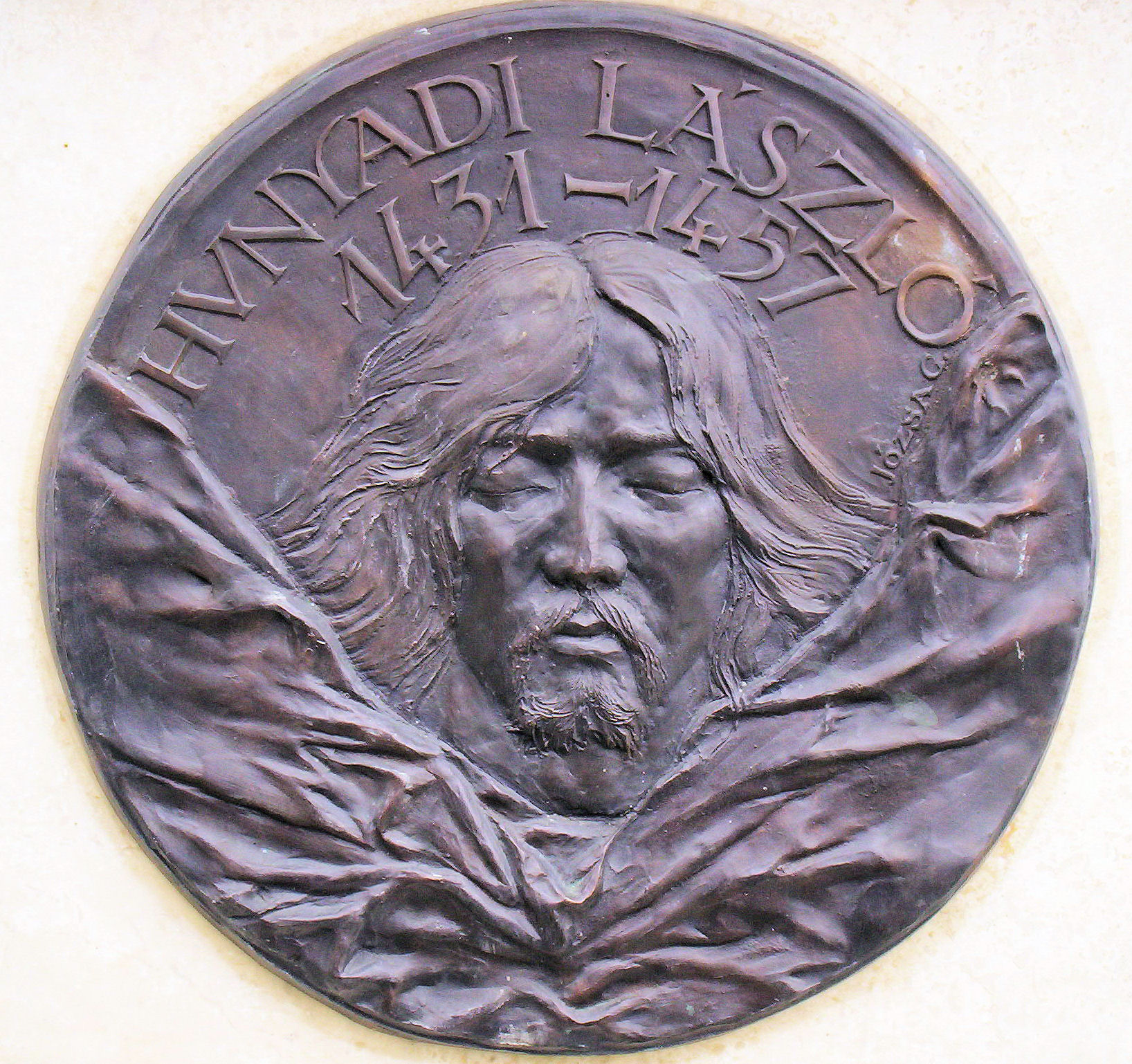
Dombormű Szegeden, Józsa Gábor alkotása
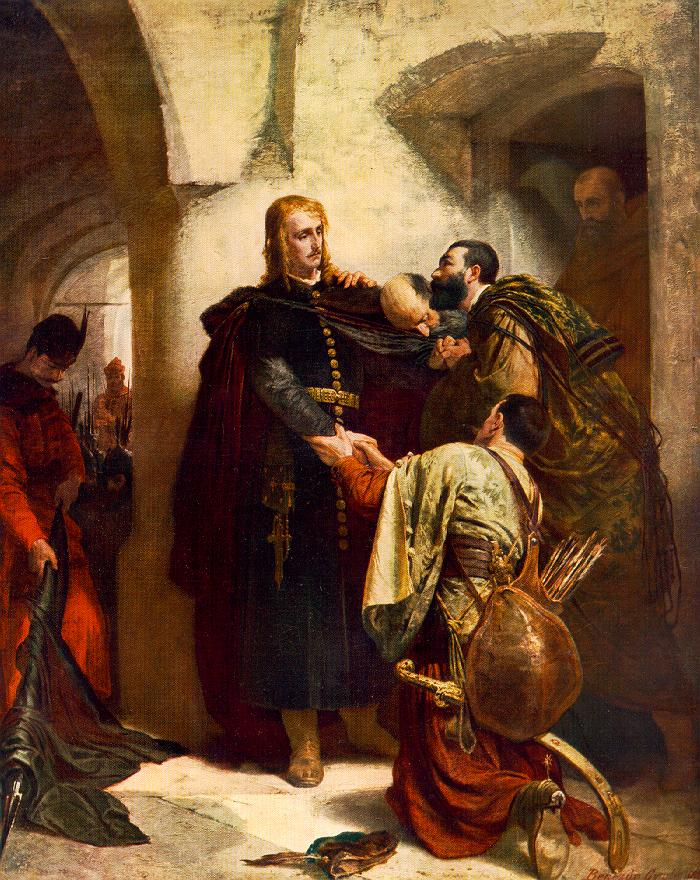
Benczúr Gyula: Hunyadi László búcsúja
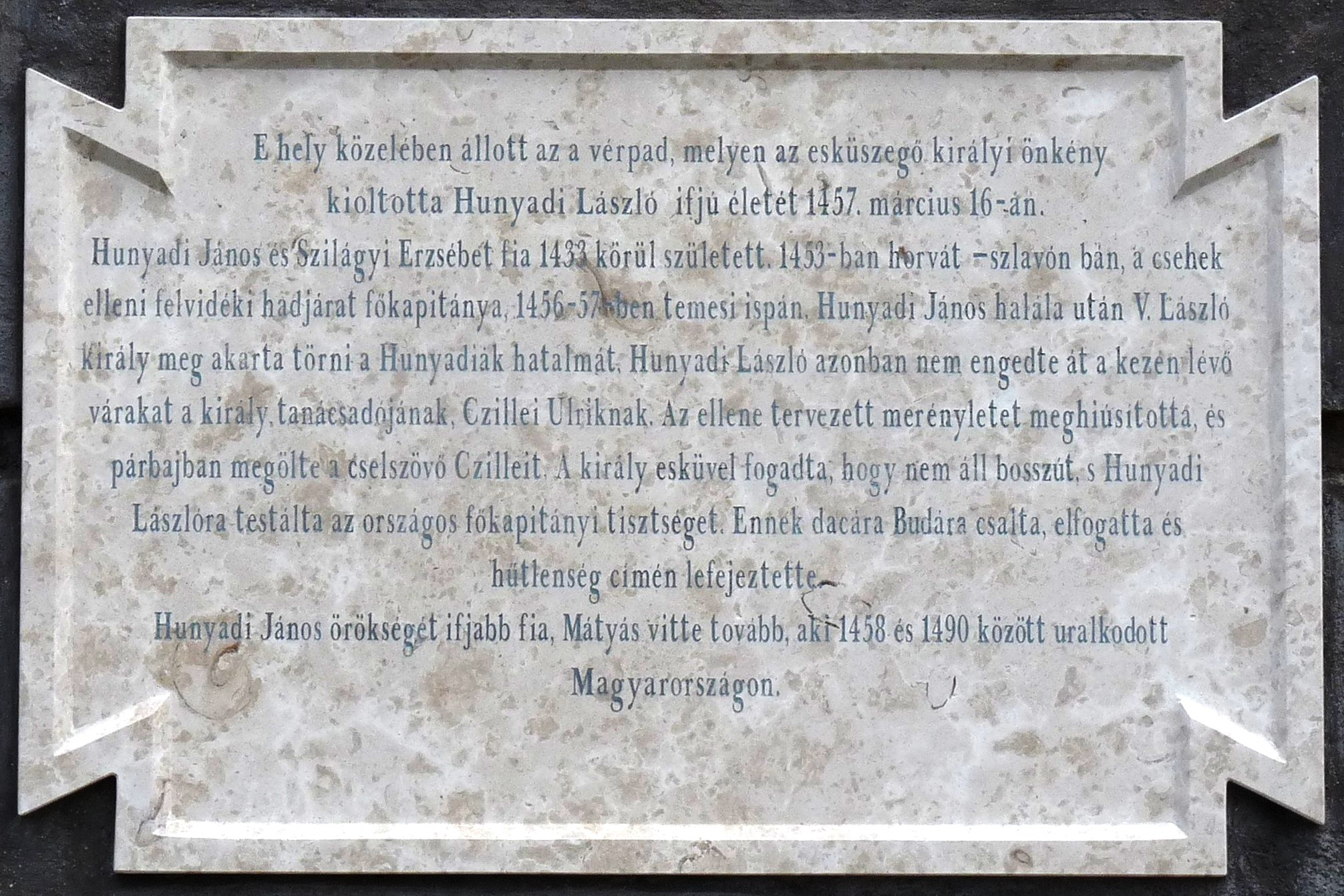
Emléktáblája Budán, kivégzésének helyszínén
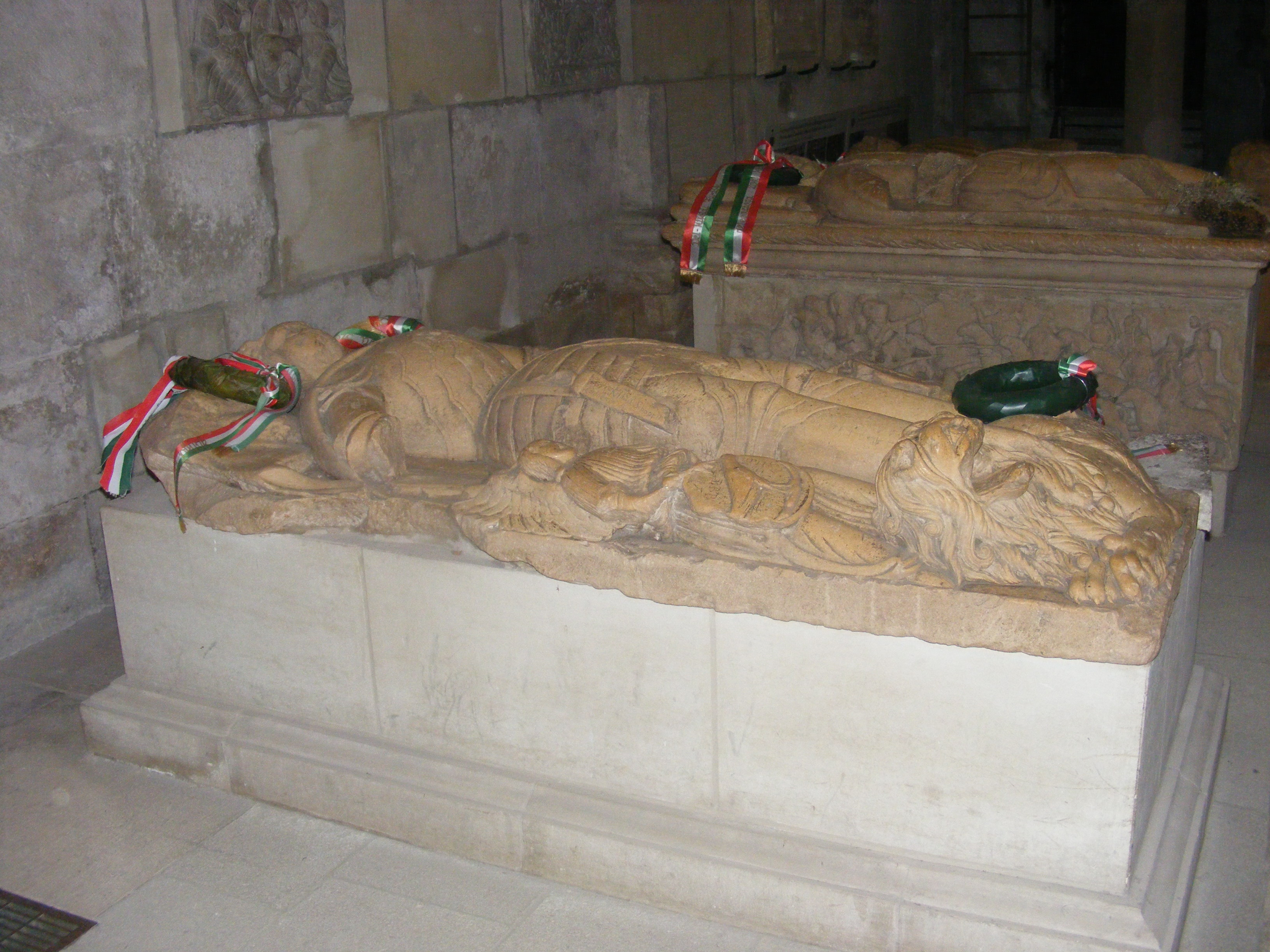
Sírja Gyulafehérvárott